# NGC 2664
NGC 2664 is een open sterrenhoop in het sterrenbeeld Kreeft. Het hemelobject werd op 20 maart 1830 ontdekt door de Britse astronoom John Herschel.